# Polska na Światowych Wojskowych Igrzyskach Sportowych 2003
Polska na 3. Światowych Wojskowych Igrzyskach Sportowych – reprezentacja Polski na multidyscyplinarnych, światowych igrzysk wojskowych  zorganizowanych przez Międzynarodową Radę Sportu Wojskowego dla sportowców-żołnierzy, które odbyły się we włoskiej Katanii w okresie od 4 do 11 grudnia 2003 roku zdobyła 4 medale (w tym 2 złote, srebrny i 1 brązowy), a w klasyfikacji medalowej zajęła 11 miejsce.

## Zdobyte medale
Reprezentanci Polski (żołnierze WP) zdobyli 4 medali tylko w jednej dyscyplinie sportu - lekkoatletyce.

### Mężczyźni
| Medal  | Zawodnik                                                            | Dyscyplina    | Konkurencja                   | Rezultat | Data      |
| ------ | ------------------------------------------------------------------- | ------------- | ----------------------------- | -------- | --------- |
| Złoto  | Artur Kohutek                                                       | Lekkoatletyka | bieg na 110 m przez płotki    | 14,12    | 6 grudnia |
| Złoto  | Jacek Bocian Robert Maćkowiak Marcin Marciniszyn Piotr Rysiukiewicz | Lekkoatletyka | sztafeta 4 × 400 m            | 3:11,24  | 8 grudnia |
| Srebro | Jan Zakrzewski                                                      | Lekkoatletyka | bieg na 3000 m z przeszkodami | 8:43,85  | 8 grudnia |
| Brąz   | Leszek Śliwa                                                        | Lekkoatletyka | pchnięcie kulą                | 18,86 m  | 7 grudnia |

### Podział medali wg dyscyplin
| 1      | Lekkoatletyka | 4      | 2      | 1 | 1 | 2 | 1 | 1 | 0 | 0 | 0 |   |   |
| Ogółem | Ogółem        | Ogółem | Ogółem | 4 | 2 | 1 | 1 | 2 | 1 | 1 | 0 | 0 | 0 |

Źródło

## Przebieg zawodów
W poniższym kalendarzu Światowych Wojskowych Igrzysk Sportowych 2003 zaprezentowano dni, w których rozdane zostały medale w danej dyscyplinie sportowej (żółty kolor), rozegrane zostały eliminacje (niebieski kolor), ceremonia otwarcia (zielony) i zamknięcia igrzysk wojskowych (czerwony).
| CO | Ceremonia otwarcia | ● | Eliminacje | F | Finały | CZ | Ceremonia zakończenia |

| ↓ Dyscyplina / Grudzień → | ↓ Dyscyplina / Grudzień → | 2 Wt | 3 Śr | 4 Cz | 5 Pt | 6 So | 7 Nd | 8 Pn | 9 Wt | 10 Śr | 11 Cz |
| ------------------------- | ------------------------- | ---- | ---- | ---- | ---- | ---- | ---- | ---- | ---- | ----- | ----- |
| Ceremonia                 | Ceremonia                 |      |      | CO   |      |      |      |      |      |       | CZ    |
| Boks                      | Boks                      |      |      | ●    | ●    | ●    | ●    | ●    | ●    |       | F     |
| Lekkoatletyka             | Lekkoatletyka             |      |      |      |      | F    | F    | F    |      |       |       |
| Judo                      | Judo                      |      |      |      | F    |      | F    | F    |      |       |       |
| Kolarstwo                 | Kolarstwo                 |      |      |      | F    |      |      | F    |      |       |       |
| Koszykówka                | Koszykówka                |      |      | ●    | ●    | ●    | ●    | ●    | ●    | F     |       |
| Pięciobój nowoczesny      | Pięciobój nowoczesny      |      |      |      | ●    | ●    | ●    |      | ●    | F     |       |
| Piłka nożna               | Piłka nożna               | ●    | ●    |      | ●    |      | ●    | ●    | ●    | ●     | F     |
| Piłka siatkowa            | Piłka siatkowa            |      |      | ●    | ●    | ●    | ●    | ●    | F    | F     |       |
| Pływanie                  | Pływanie                  |      |      |      |      | ●    | F    | F    | F    |       |       |
| Szermierka                | Szermierka                |      |      |      |      | ●    | ●    | ●    |      |       |       |
| Żeglarstwo                | Żeglarstwo                |      |      |      |      | ●    | ●    | ●    | ●    |       |       |
| Grudzień 2003             | Grudzień 2003             | 2 Wt | 3 Śr | 4 Cz | 5 Pt | 6 So | 7 Nd | 8 Pn | 9 Wt | 10 Śr | 11 Cz |